# Gouvernement Zerbo
Dabiré II Ouédraogo
Le gouvernement Zerbo est le gouvernement du Burkina Faso qui fut en fonction du 13 décembre 2021 jusqu'au 24 janvier 2022. Dirigé par Lassina Zerbo, il s'agit du dernier gouvernement de la présidence de Roch Marc Christian Kaboré, renversé par le coup d'État de janvier 2022.

## Contexte et nomination
Le 8 décembre 2021, Christophe Dabiré, alors Premier ministre du Burkina Faso, présente sa démission au Président, dans un contexte de forte gronde à l'encontre de son gouvernement, accusé d'inaction face à l'insécurité grandissante du pays,. 48 h plus tard, le 10 décembre 2021, le Président Roch Marc Christian Kaboré nomme un nouveau Premier ministre en la personne de Lassina Zerbo.
Peu connu des Burkinabè à sa nomination, Lassina Zerbo, alors âgé de 58 ans, a déjà une longue carrière internationale à son actif. Il a notamment travaillé pour l'Organisation du traité d'interdiction complète des essais nucléaires, qu'il a dirigé de 2013 à août 2021.
Quelques jours plus tard, le 13 décembre, Lassina Zerbo prend ses fonctions et rend publique la composition de son gouvernement. Comptant 25 membres, ce dernier est composé d'une équipe resserrée, conformément au souhait du Président. 19 ministres du précédent gouvernement sont remerciés, tandis que 10 nouvelles têtes font leur entrée. Tous les membres sont issus du parti présidentiel ou de partis alliés.
L'un des principaux défis du nouveau gouvernement est de juguler la crise sécuritaire qui secoue le pays. Ce dernier est en effet la cible d'attaques de groupes djihadistes tels Al-Qaïda ou l'organisation État islamique, qui ont provoqué plus de 2 000 morts et 1,4 million de déplacés dans le pays depuis 2015.
Le 7 janvier 2022, Lassina Zerbo prononce son discours de politique générale devant l'Assemblée nationale. Il y revient sur le défi sécuritaire auquel doit faire face son gouvernement, insistant sur un nécessaire retour à la paix et à la sécurité. Il annonce également un renforcement de la lutte contre le Covid-19, une lutte accrue contre la corruption, et évoque de nombreux chantiers, tels la construction de routes et de centrales solaires, ou la mécanisation de l’agriculture.

## Coup d'État et dissolution
Le 23 janvier 2022, moins de deux mois après la prise de fonction du gouvernement, un coup d’État militaire éclate à la suite de la mutinerie de soldats. Le 24 janvier, le Président Roch Marc Christian Kaboré est arrêté et forcé de démissionner, ce qui provoque la chute du gouvernement Zerbo. Plusieurs hommes politiques sont alors également arrêtés, dont le Premier ministre Lassina Zerbo (en résidence surveillée), le ministre de la Défense Aimé Barthélémy Simporé (aux arrêts) et le président de l’Assemblée nationale Alassane Bala Sakandé.

## Composition
Le gouvernement est composé de :

### Premier ministre
| Image | Fonction         | Nom           |
| ----- | ---------------- | ------------- |
|       | Premier ministre | Lassina Zerbo |

### Ministre d'État
| Image | Fonction                                                                                              | Nom             |
| ----- | --- | --------------- |
|       | Ministre auprès du Président du Faso, chargé de la Réconciliation nationale et de la Cohésion sociale | Zéphirin Diabré |

### Ministres
| Image | Fonction | Nom                                        |
| ----- | --- | ------------------------------------------ |
|       | Ministre des Armées et des Anciens combattants                                                                            | Aimé Barthélémy Simporé                    |
|       | Ministre de l'Administration territoriale, de la Décentralisation et de la Sécurité                                       | Maxime Koné                                |
|       | Ministre des Affaires étrangères, de la Coopération et des Burkinabè de l’extérieur                                       | Rosine Sori-Coulibaly                      |
|       | Ministre de l'Économie, des Finances et du Plan                                                                           | Lassané Kaboré                             |
|       | Ministre de la Justice, des Droits de l’Homme et de la Promotion civique Garde des Sceaux                                 | Victoria Ouédraogo                         |
|       | Ministre de l'Éducation nationale, de l’Alphabétisation et de la Promotion des Langues nationales                         | Stanislas Ouaro                            |
|       | Ministre de la Santé, de l’Hygiène publique et du Bien-être                                                               | Charlemagne Marie Ragnag-Néwendé Ouedraogo |
|       | Ministre de l’Enseignement supérieur, de la Recherche et de l’Innovation Porte-parole du Gouvernement                     | Alkassoum Maïga                            |
|       | Ministre de la Fonction publique, du Travail et de la Protection sociale                                                  | Séni Mahamadou Ouedraogo                   |
|       | Ministre de la Prospectives et des Réformes structurelles                                                                 | Abdoulaye Bamogo                           |
|       | Ministre du Développement urbain, de l’Habitat et de la Ville                                                             | Bénéwendé Stanislas Sankara                |
|       | Ministre du Genre, de la Solidarité nationale, de la Famille et de l’Action humanitaire                                   | Fati Ouédraogo                             |
|       | Ministre de la Transition digitale, des Postes et des Communications électroniques                                        | Hadja Fatimata Ouattara                    |
|       | Ministre de la Transition écologique et de l’Environnement                                                                | Smaïla Ouédraogo                           |
|       | Ministre de la Communication, des Relations avec le Parlement, de la Culture, des Arts et du Tourisme                     | Ousséni Tamboura                           |
|       | Ministre des Transports, de la Mobilité urbaines et de la Sécurité routière                                               | Vincent Dabilgou                           |
|       | Ministre de l’Agriculture, de l’Aménagement hydro-agricole, de la Mécanisation et des Ressources animales et halieutiques | Moussa Kaboré                              |
|       | Ministre de l’Eau et de l’Assainissement                                                                                  | Ousmane Nacro                              |
|       | Ministre des Infrastructures et du Développement                                                                          | Ollo Franck Kansié                         |
|       | Ministre de la Transition énergétiques, des Mines et des Carrières                                                        | Bachir Ismaël Ouédraogo                    |
|       | Ministre du Développement industriel, du Commerce, de l’Artisanat et des Petites et Moyennes Entreprises                  | Christophe Ilboudo                         |
|       | Ministre des Sports, de l’Autonomisation des Jeunes et de l’Emploi                                                        | Mathias Tankoano                           |

### Ministres délégués
| Image | Fonction | Nom                                |
| ----- | --- | ---------------------------------- |
|       | Ministre déléguée auprès du Ministre de l’Économie, des Finances et du Plan, chargée du Budget                                                                                  | Martine Kouda                      |
|       | Ministre délégué auprès du Ministre de la Communication, des Relations avec le Parlement, de la Culture, des Arts et du Tourisme, chargé de la Culture, des Arts et du Tourisme | Bowendsom Claudine Valérie Rouamba |